# Tall as-Samn Dahham
Tall as-Samn Dahham – miejscowość w Syrii, w muhafazie Ar-Rakka, w dystrykcie Ar-Rakka. W 2004 roku liczyła 2530 mieszkańców.